# Villa Esperanza (Corque)
Villa Esperanza ist eine Ortschaft im Departamento Oruro im Hochland des südamerikanischen Andenstaates Bolivien.

## Lage im Nahraum
Villa Esperanza ist der zentrale Ort des Kanton Villa Esperanza im Municipio Corque in der Provinz Carangas. Die Ortschaft liegt auf einer Höhe von 3754 m auf dem bolivianischen Altiplano etwa 65 Kilometer nordöstlich des Salzsees Salar de Coipasa.

## Geographie
Das Klima in der Region ist semiarid und weist eine kurze Regenzeit im Sommer auf, der Jahresniederschlag liegt bei knapp 300 mm (siehe Klimadiagramm Turco). Die Jahresdurchschnittstemperatur liegt bei gut 6 °C ohne wesentliche Schwankungen im Jahresverlauf, aber mit starken Tagesschwankungen der Temperatur und häufigem Frostwechsel.
Die Vegetation entspricht der semiariden Puna. Sie ist baumlos und setzt sich vor allem aus Dornsträuchern, Gräsern, Sukkulenten und Polsterpflanzen zusammen. Sie wird wirtschaftlich als Lama-, Alpaka- und Schafweide genutzt.

## Verkehrsnetz
Villa Esperanza liegt in einer Entfernung von 123 Straßenkilometern südwestlich von Oruro, der Hauptstadt des Departamentos.
Von Oruro aus führt die Nationalstraße Ruta 12 über Toledo und Ancaravi nach Opoqueri und weiter über Huachacalla und Pisiga an der chilenischen Grenze nach Colchane in Chile.
Von Opoqueri aus führt eine unbefestigte Piste in südlicher Richtung und erreicht San José de Kala nach neun Kilometern und Villa Esperanza nach weiteren zwölf Kilometern.

## Bevölkerung
Die Einwohnerzahl der Ortschaft ist in dem Jahrzehnt zwischen den beiden letzten Volkszählungen auf etwas mehr als das Doppelte angestiegen:
| Jahr | Einwohner         | Quelle       |
| ---- | ----------------- | ------------ |
| 1992 | keine Detaildaten | Volkszählung |
| 2001 | 130               | Volkszählung |
| 2012 | 291               | Volkszählung |
| 2024 |                   | Volkszählung |

Die Region weist einen hohen Anteil indigener Bevölkerung auf, im Municipio Corque sprechen 89,7 Prozent der über 6-Jährigen Aymara.